# ルーカス・ベラウド
- ルーカス・ベラルド

ルーカス・ロペス・ベラウド（Lucas Lopes Beraldo, 2003年11月24日 - ）は、ブラジルのサンパウロ州ピラシカーバ出身のプロサッカー選手。リーグ・アンのパリ・サンジェルマンFC所属。ポジションはディフェンダー。ブラジル代表。

## 経歴

### サンパウロFC
2022年5月26日にサンパウロFCでプロデビューした。同シーズンはコパ・ド・ブラジルで優勝した。

### パリ・サンジェルマンFC
2024年1月1日にリーグ・アンのパリ・サンジェルマンFCと、2028年6月までの5年契約を結んだ。移籍金は2,000万ユーロ。2日後、トロフェ・デ・シャンピオン決勝のトゥールーズFC戦で移籍後初出場し、チームはこの試合に勝利して優勝した。

## 代表歴
2022年のエスピリトサントU-20国際トーナメントにブラジル代表で出場し、優勝した。
2024年3月にA代表に初選出され、イングランドとの親善試合に出場した。

## プライベート
ベラウドは身だしなみに強い関心を持っており、2週間に一度は理髪店を訪れ、髪型や口ひげを整えることを習慣にしている。
また、ベラウドは試合前に笑顔を浮かべることで精神を落ち着けるルーティンを取り入れており、この特徴的な振る舞いから「ジョーカー（Joker）」の愛称で呼ばれている。
パリ移籍後は、日々の暮らしの中でエッフェル塔を眺めることに喜びを感じており、パリの都市生活を楽しんでいると語っている。

## 家族
父のアンドレも元プロサッカー選手で、グアラニFCやECキンゼ・ジ・ノヴェンブロに所属していた。

## タイトル

### クラブ
サンパウロ
- コパ・ド・ブラジル：1回（2023）

パリ・サンジェルマン
- リーグ・アン：1回（2023-24）
- クープ・ドゥ・フランス：1回（2023-24）
- トロフェ・デ・シャンピオン：1回（2023）

### 代表
- U-20ブラジル代表
  - エスピリトサントU-20国際トーナメント：2022